# NGC 1923
NGC 1923 (również ESO 85-SC75) – gromada otwarta powiązana z mgławicą emisyjną, znajdująca się w gwiazdozbiorze Złotej Ryby, w Wielkim Obłoku Magellana. Odkrył ją John Herschel 30 listopada 1834 roku.